# Formicococcus cinnamomi
Formicococcus cinnamomi är en insektsart som beskrevs av Takahashi 1928. Formicococcus cinnamomi ingår i släktet Formicococcus och familjen ullsköldlöss. Inga underarter finns listade i Catalogue of Life.